# Soraya Barrera Maure
Soraya Barrera Maure (s XX, La Paz) es una bióloga, ictióloga boliviana, investigadora experta en peces de Bolivia. Desde 1980 hasta el día de hoy, trabajó en la colección de peces del Museo Nacional de Historia Natural en La Paz. Junto a su colega Jorge Sarmiento elevaron el número de peces en la colección a más de noventa mil en los últimos cuarenta años.

## Biografía
De pequeña, Soraya gustaba de los animales en el campo. Luego se animó a estudiar biología en la Universidad Mayor de San Andrés de La Paz, Bolivia. Allí también se especializó en zoología y finalmente en peces tras su ingreso al Museo Nacional de Historial Natural.

## Estudios especializados en peces
Entre sus trabajos más conocidos está la base de datos de peces de agua dulce de la cuenca del Amazonas. Barrera aboga por la formación en cuanto al medio ambiente, con respecto a los obstáculos que presentan peces migratorios como el sábalo sugiere como alternativa para su protección:
“educar a la población local para que se apropien de su pez insignia y desarrollen mejores planes y regulaciones de manejo”.